# Kopítovo
Kopítovo (en rus: Копытово) és un poble de l'óblast de Vladímir, a Rússia, segons el cens del 2010 tenia 7 habitants. Pertany al districte municipal de Sóbinka.